# 4-α-D-(1,4-α-D-グルカノ)トレハロース トレハロヒドロラーゼ
4-α-D-(1,4-α-D-グルカノ)トレハロース トレハロヒドロラーゼ(4-alpha-D-((1-4)-alpha-D-glucano)trehalose trehalohydrolase、EC 3.2.1.141)は、系統名を4-α-D-((1->4)-α-D-グルカノ)トレハロース グルカノヒドロラーゼ(トレハロース形成)(4-alpha-D-((1->4)-alpha-D-glucano)trehalose glucanohydrolase (trehalose-producing))という酵素である。以下の化学反応を触媒する。
4-α-D-[(1->4)-α-D-グルカノシル]nトレハロースの(1->4)-α-D-グルコシド結合を加水分解して、トレハロースと(1->4)-α-D-グルカンを生成する。